# Huangliu (köpinghuvudort i Kina, Hainan Sheng, lat 18,50, long 108,79)
Huangliu är en köpinghuvudort i Kina. Den ligger i provinsen Hainan, i den södra delen av landet, omkring 240 kilometer sydväst om provinshuvudstaden Haikou. Antalet invånare är 58 628. Befolkningen består av 28 490 kvinnor och 30 138 män. Barn under 15 år utgör 22,0 %, vuxna 15-64 år 70 %, och äldre över 65 år 7,0 %.
Närmaste större samhälle är Jiusuo, 14,3 km sydost om Huangliu. Omgivningarna runt Huangliu är en mosaik av jordbruksmark och naturlig växtlighet.
Genomsnittlig årsnederbörd är 1 815 millimeter. Den regnigaste månaden är augusti, med i genomsnitt 280 mm nederbörd, och den torraste är februari, med 21 mm nederbörd.